# Peugeot Type 48
La Peugeot Type 48 est un modèle d'automobile produit par le constructeur français Peugeot en 1902.

### Liens externes

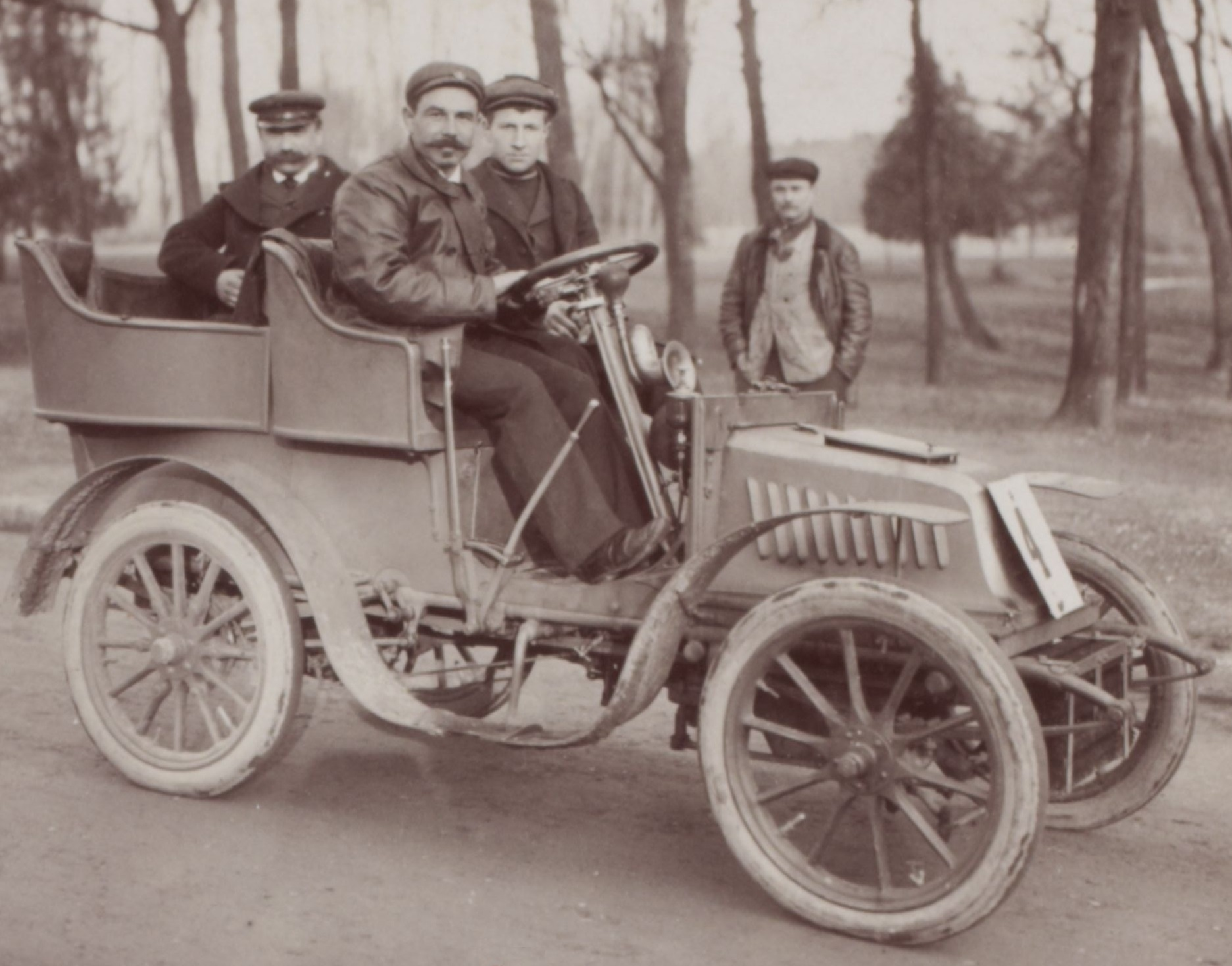
Cuchelet, le vainqueur de Turin–Pignerol–Saluzzo–Coni–Turin en 1900 déjà sur Peugeot, ici au Critérium de Consommation de l'Auto en février 1903 au volant d'une Peugeot Type 48 6½ (vainqueur de la catégorie Voitures Légères (400 à 650 kilos).